# مليكا فوروتان
مليكا فوروتان (مواليد 1976) هي ممثلة ألمانية - إيرانية، شاركت في مسلسل قبائل يوروبا (2021) والإمبراطورة  (2022).

## وصلات خارجية
- مليكا فوروتان على موقع IMDb (الإنجليزية)
- مليكا فوروتان على موقع مونزينجر (الألمانية)
- مليكا فوروتان على موقع ألو سيني (الفرنسية)
- مليكا فوروتان على موقع قاعدة بيانات الفيلم (الإنجليزية)
- مليكا فوروتان على موقع كينوبويسك (الروسية)